# Gekielde cirkelslak
De gekielde cirkelslak (Tornus subcarinatus) is een mariene gastropode uit de familie Tornidae.
Het horentje kan tot 1,5 mm hoog en 2,5 mm breed worden en is vrij dikschalig, scheef afgeplat met 3 tot 4 windingen waarvan de laatste veel groter is dan de voorgaande.  De top steekt nauwelijks boven de schelp uit.  De mond is scheef en ovaal, de navel wijd en diep.  De horen heeft een duidelijke traliewerksculptuur, waarbij de spiraallijnen overwegen.  De schelp is melkwit tot geelwit, soms iets doorschijnend.  Strandmateriaal is vaak bruin of blauwzwart verkleurd.
De dieren leven onder grote stenen op een zandige ondergrond, vanaf het littoraal tot een diepte van enkele meters.  Langs de Belgische en Nederlandse kust leeft de soort vermoedelijk dieper, gezien het voorkomen in bodemmonsters uit het gebied beneden de 20 meter-dieptelin voor de Belgische en Zeeuwse kust en nabij de Texelse stenen.
De soort komt voor van de Middellandse Zee tot de Noordzee.  Langs de zuidoostelijke Noordzeekust kan men regelmatig lege huisjes vinden in zeer fijn schelpgruis, het meest algemeen in Zeeland (Cadzand, Domburg) en langs de Belgische kust.  Naar het noorden toe wordt de soort zeldzamer.
De Nederlandse naam cirkelslak en de genusnaam Tornus (Latijn voor draaischijf, pottenbakkerswiel) heeft hij te danken aan de vorm van het huisje. De soortnaam subcarinatus betekent enigszins of bijna gekield en slaat op de spiraalrichels op de omgangen van het slakkenhuisje. 